# ФК Спортклуб (Пловдив)
Най-дълбоките исторически корени на съвременния ПФК Локомотив Пловдив датират от пролетта на 1922 г., когато в IV пловдивски район (историческото сърце на Пловдив – Трихълмието), на базата на развивалите се дотогава махленско-ученически формирования, е основан спортен клуб „Караджа“. Сред тогавашните десетки пловдивски клубове, „Караджа“ има честта да встъпи като участник в първото официално футболно първенство на Пловдив (1924 г.), ставайки първенец на 2-ра дивизия. В тази градска надпревара се включват общо осем отбора, разпределени в две дивизии.
Две години след основаването на спортен клуб „Караджа“, отново в IV пловдивски район – най-старият и най-голям като територия и население район на града, е учреден и спортен клуб „Атлетик“. Границите на IV пловдивски район са непроменени и днес: от север е р. Марица, от запад – тръгвайки от Пешеходния мост, през цялата Главна улица до бул. „Цар Борис ІІІ Обединител“, на юг – Асеновградското шосе и на изток – до покрайнините на града, включително и квартала „Лаута“.
На 25 юли 1926 г. на тържествено обединително събрание, провело се в едно от духовните средища на Пловдив – читалище „Иван Вазов“, двата спортни клуба „Караджа“ и „Атлетик“ се сливат в един, носещ името „Спортклуб“. За клубни цветове се избрат червеният, черният и белият, а като официален патронен празник на новооснования клуб бил определен Петровден. Датата 25 юли 1926 г. е утвърдена като дата на основаване на Спортклуб, а впоследствие годината 1926 се вписва и в неговата емблема.
След ужасяващото земетресение, разтърсило Южна България през април 1928 г., Спортклуб остава без игрище, тъй като там се заселват пловдивски граждани, чиито домове стихията погубва. Въпреки настоятелните си постъпки пред Общината и централните спортни институции да изпълнят тяхното законово задължение относно отпускане на градски парцел, клубът преживява без собствено игрище повече от две десетилетия.
Пловдивски спортклуб е учреден на 25 юли 1926 г. на тържествено обединително събрание, проведено в читалище „Иван Вазов“, Пловдив.
На тази дата двата пловдивски спортни клуба „Караджа“ и „Атлетик“ се слели в един под името „Спортклуб“. За клубни цветове се избрали червеният, черният и белият, а като официален патронен празник на новооснования клуб бил определен Петровден. Датата 26 юли 1926 г. била утвърдена като дата на основаване на Спортклуб, а впоследствие годината 1926-а щяла да бъде вписана и в неговата емблема.
След ужасяващото земетресение, разтърсило Южна България през април 1928 г., Спортклуб останал без игрище, тъй като там се заселили пловдивски граждани, чиито домове стихията погубила. Въпреки настоятелните си постъпки пред Общината и централните спортни институции да изпълнят тяхното законово задължение относно отпускане на градски парцел, клубът преживял без собствено игрище повече от две десетилетия.
През 1933 г. Спортклуб станал първенец на 2-ра пловдивска дивизия, встъпвайки в елитната 1-ва, чиято титла извоювал за първи път през 1936 г. През 1938 г. Пловдивски Спортклуб (както вече било официалното му име) се преборил за място в Националната футболна дивизия, учредена година по-рано и включваща 10-те най-добри български тима. В нея спортклубци се състезавали с успех две години – до разпускането ѝ, като за това им представяне значителна заслуга имал техният унгарски треньор Ласло Клайн (ученик на прочутия тогава англичанин Джими Хоган, когото специалистите днес наричат „създателят на тоталния футбол“). През втория си сезон в НФД (1939/40 г.) Спортклуб бил единственият клуб, представляващ цялата Южна България в елитния футбол.

## Преди 1944 г.
В годините до 1944 г. тимът станал южнобългарски първенец и достигнал четвъртфинал за Държавно първенство (1941 г.), като през 1940 г. и 1942 г. играл на финалните мачове за Царската купа (Държавната купа). Специално за втория мач, състоял се на 3 октомври 1942 г. в София, постъпленията от него се оказали рекордни за цялата дотогавашна история на българския футбол, надхвърляйки постъпленията на всеки от дотогава изиграните финални мачове за Държавно първенство или Царската купа! А на 3 октомври 1942 г. в София бил поставен и още един, дори по-внушителен рекорд: привържениците на Спортклуб направили невиждано дотогава „нашествие“ в чужд град, като според оценки на столичната преса, над 3000 пловдивчани пристигнали в София, за да окуражават своя тим.
В това нямало нищо случайно: по същото време Спортклуб бил един от най-големите български клубове, а през 1942 г. и 1943 г. Българската национална спортна федерация (БНСФ) официално обявявала Пловдивски Спортклуб за най-големия български клуб според броя на картотекираните към Федерацията членове.

## След 1944 г.
През 1945 г. се слива с ФК „Парчевич“ в „Спортклуб Парчевич 45“ или СП45.

## Пловдивски Спортклуб
През 1933 г. Спортклуб става първенец на 2-ра пловдивска дивизия, встъпвайки в елитната 1-ва, чиято титла извоюва за първи път през 1936 г. През 1938 г. Пловдивски Спортклуб (както вече било официалното му име) се преборва за място в Националната футболна дивизия, учредена година по-рано и включваща 10-те най-добри български отбори. В нея спортклубци се състезават с успех две години – до разпускането ѝ, като за това им представяне значителна заслуга има техният унгарски треньор Ласло Клайн (ученик на прочутия тогава англичанин Джими Хоган, когото специалистите днес наричат „създателят на тоталния футбол“). През втория си сезон в НФД (1939/40 г.) Спортклуб е единственият клуб, представляващ цялата Южна България в елитния футбол.
В годините до 1944 г. отборът става Южнобългарски първенец и достигна четвъртфинал за Държавно първенство (1941 г.), като през 1940 г. и 1942 г. играе на финалните мачове за Царската купа (Държавната купа). Специално за втория мач, състоял се на 3 октомври 1942 г. в София, постъпленията от него се оказават рекордни за цялата дотогавашна история на българския футбол, надхвърляйки постъпленията на всеки от дотогава изиграните финални мачове за Държавно първенство или Царската купа. На 3 октомври 1942 г. в София бил поставен и още един, дори по-внушителен рекорд: привържениците на Спортклуб правят невиждано дотогава „нашествие“ в чужд град, като според оценки на столичната преса, над 3000 пловдивчани пристигнат в София, за да окуражават своя отбор.
По същото време Спортклуб бил един от най-големите български клубове, а през 1942 г. и 1943 г. Българската национална спортна федерация (БНСФ) официално обявявила Пловдивски Спортклуб за най-големия български клуб според броя на картотекираните към Федерацията членове.
Вестник „Воля“
| „ | За тази година „Спортклуб“ картотекира 704 редови членове и пак е най-големият спортен клуб в страната по броя на членовете си. | “ |

1. ↑  Ангелов, А., В. Владимиров, „От тук започва любовта“, Пловдив 2012, глава 8 – Ранни времена: 1926 г.-1933 г., стр. 183
2. ↑  В. „Воля“, 5 август 1942 г.
3. ↑  В. „Спорт“, 12 май 1943 г.
4. ↑  В. „Спорт“, 8 март 1943 г."
5. ↑  В. „Воля“, 26 март 1943 г.
6. ↑  В. „Воля“, 23 юни 1943 г.
7. ↑  Вестник „Воля“, 4 април 1943 г.